# Michele Arditi
Michele Arditi (Presicce, 13 settembre 1746 – Napoli, 23 aprile 1838) è stato un antiquario, avvocato e archeologo italiano, zio dello storico Giacomo Arditi.

## Biografia

### Origini e formazione
Nato a Presicce (Lecce), da Gaspare e da Francesca Villani (dei nobili di Sanseverino), fu mandato dal padre a Napoli, dove fu alunno di Antonio Genovesi. Si dedicò allo studio del diritto e quindi all'attività legale, pubblicando una dissertazione latina pubblicata a Napoli nel 1767 (De obligatione pupilli. sine tutoris auctoritate contrahentis), ristampata nel 1772. La sua attività nel campo giuridico si svolse secondo le linee tradizionali, trattando argomenti di diritto nobiliare e feudale, e di controversie locali (Degli abusi dei parrochi e dei vescovi, Napoli, 1773). 

### Attività accademica
Studioso di archeologia, fu nominato sovrintendente degli scavi del Regno di Napoli contribuendo ad ampliare ulteriormente gli scavi di Ercolano e di Pompei. Portò alla luce l'Anfiteatro Campano, le rovine del quarto tempio di Paestum. Salvò dalla rovina il tempio di Venere nel sito archeologico di Baia. Con lo stesso decreto fu nominato direttore generale del Museo Archeologico di Napoli. Il 2 aprile 1817, il re Ferdinando I, restaurato sul trono delle Due Sicilie, lo confermò nei ruoli, aggiungendo quello di prefetto della Reale biblioteca borbonica e direttore dei maggiori archivi letterari del regno. 
Oltre ai titoli ereditari della sua famiglia, di marchese di Castelvetere e degli antichi Baroni di Valentino, per le sue opere ricevette un altro titolo personale di Marchese, una commenda di Napoli e un'altra dell'Aquila Rossa di Prussia, nonché sei decorazioni cavalleresche italiane e straniere.
Il 15 aprile 1787 fu nominato membro dell'Accademia Ercolanese e nel 1790 dell'Accademia delle scienze e belle arti.
Nel 1855 fu Sovrintendente del Real Monte e Arciconfraternita di San Giuseppe dell'Opera di Vestire i Nudi, istituzione benefica e gentilizia di Napoli.
Morì a Napoli il 23 aprile 1838 e fu sepolto nella chiesa di San Ferdinando, la cui tomba fu scolpita da Antonio Canova, suo amico.

## Opere
Tutte le sue opere furono elencate dal nipote Giacomo Arditi nella Corografia fisica e storica della Provincia di Terra d'Otranto, alla voce Presicce. Tra queste vi sono:
- Illustrazioni archeologiche sopra gli scavi di Pompei, Ercolano e Stabia.
- Memoria sul vaso di Locri.
- L'Epifania degli Dei.